# Pillerton Hersey
Pillerton Hersey est un village et une paroisse civile du Warwickshire, en Angleterre.